# Шуйкевич, Захар
Захар Шуйкевич или Шийкевич (год рождения неизвестен — 1704) — государственный деятель и представитель генеральной старшины Левобережной Гетманщины XVII века, генеральный писарь при гетмане Войска Запорожского Юрии Хмельницком и гетмане Левобережной Украины Иване Брюховецком в 1660-х и 1680—1690-х годах. Гетманский ревизор при гетмане И.Мазепе.

## Биография
В молодости служил канцеляристом Генеральной военной канцелярии Ивана Выговского, тогдашнего генерального писаря Войска Запорожского.
Есть сведения о том, что он был женат на дочери прилуцкого полковника Якова Воронченко.
После потери власти Выговским писарь Шуйкевич попадал в плен к русским, но спасся тем, что дал показания против переяславского полковника Тимоша (Тимофея) Цецюры.
Вскоре стал одним из ближайших советников гетмана Юрия Хмельницкого, а затем и генеральным писарем при нëм. Занимал антимосковскую позицию. В частности, озлобленный на него Цецюра писал, что Шуйкевич 

«… ляхского короля и Ляхов хвалит, а царского величества и русским людям враг».
При частой смене гетманов не терял позиций. В малограмотном окружении гетмана Ивана Брюховецкого снова становится генеральным писарем. Благодаря своим интеллектуальным способностям стал очень влиятельным лицом. Его опасался даже сам гетман Брюховецкий.
Будучи известен своим высокомерием, нажил многих врагов среди казацкой старшины. Князь Ромодановский писал царю Алексею:

«… рассматривай ратныя дела великою осторожностью, чтоб писари Захарки с товарищи чего не учинили. Также как и Юраско над боярином Нашим».
В 1665 в составе делегации, сопровождал Брюховецкого в Москву для подписания с царским правительством Московских статей, существенно ограничивших автономию Гетманщины.
Был одарен от царя наградами: ему пожаловано дворянское звание и несколько сел в вечное владение, но впоследствии лишен чина и сослан в Сибирь.
Гетман Пётр Дорошенко (в 1669 году) и наказной гетман Василий Многогрешный (в 1671 году) в числе других вспоминали и фамилию Шуйкевича в перечне людей, которых просили царское правительство вернуть из Сибири на Украину. Но царь отказал.
Только после 1681 З. Шуйкевичу удалось вернуться на родину. Ранее пожалованные поместья ему не были возвращены, но зато гетман Иван Самойлович даровал ему село Шабалинов в Новомлинской сотне Нежинского полка, при котором он работал в генеральном суде.
С самого начала правления гетмана Ивана Мазепы Захар Шуйкевич находился в его окружении. Так уже 20 октября 1687 его имя фигурирует, как гетманского ревизора. Шуйкевич выполнял различные поручения гетмана Мазепы: участвовал в судах, разграничивал земли между селами разных волостей, вел розыск по делу Петрика, наблюдал за выборами полковника в Переяславе в июне 1690 года.
Благодаря усилиям Шуйкевича, одного из самых доверенных людей гетмана с Мазепы были сняты подозрения относительно его переговоров с Крымом и в связях с Петриком. Однако Мазепа не мог поставить Шуйкевича на более ответственную должность, поскольку это могло насторожить Москву.
Умер Захар Шуйкевич в 1704 году.